# Amphoe Mae La Noi

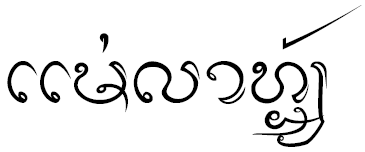
„Mae La Noi“ in Lanna-Schrift

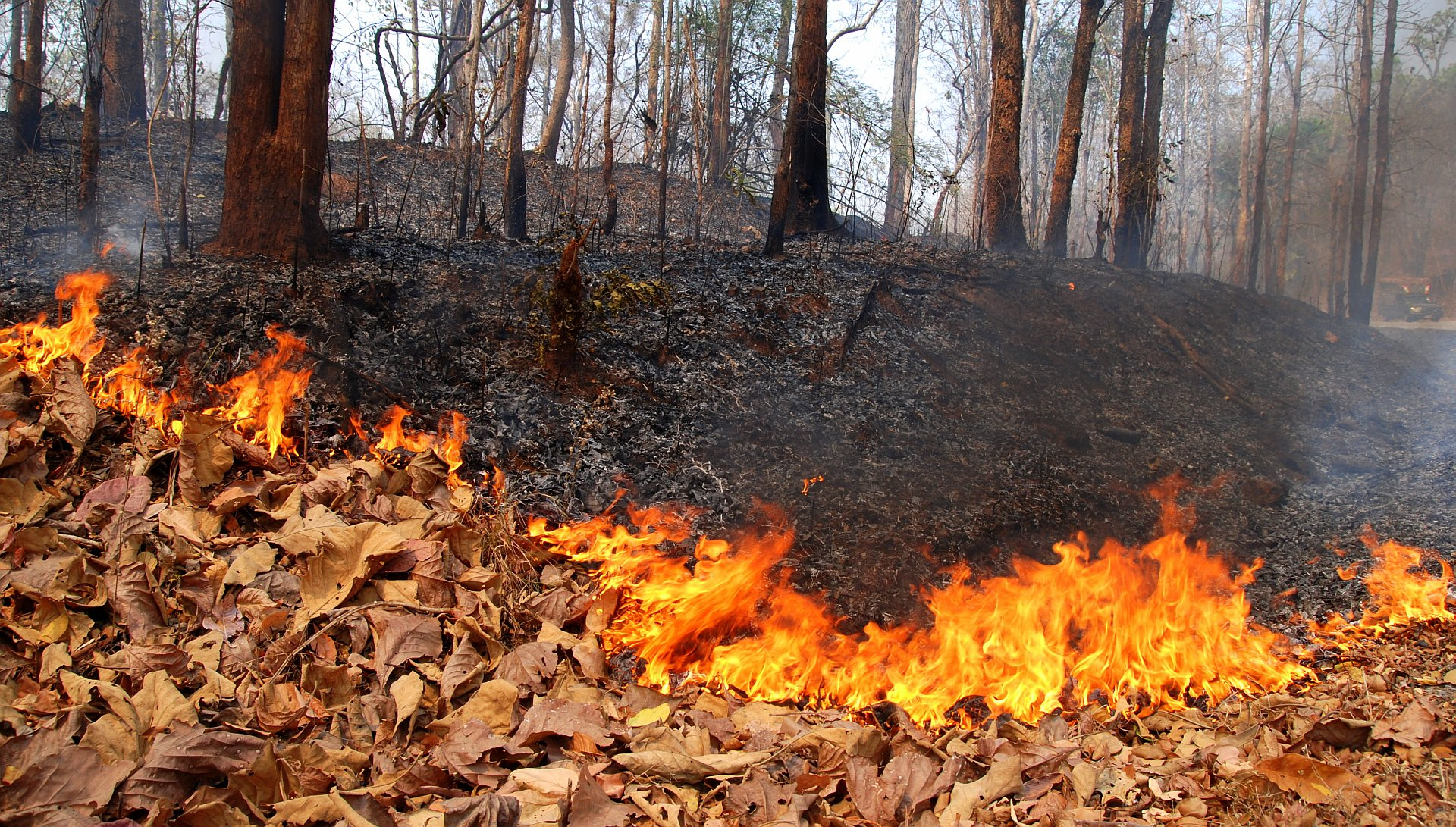
Brennendes Laub trägt im Norden wesentlich zur Luftverschmutzung in der Trockenzeit bei.

Amphoe Mae La Noi (in Thai อำเภอ แม่ลาน้อย) ist ein Landkreis (Amphoe – Verwaltungs-Distrikt) der Provinz Mae Hong Son. Die Provinz Mae Hong Son liegt in der Nordregion von Thailand. 

## Geographie
Benachbarte Bezirke (von Südwesten im Uhrzeigersinn): Amphoe Mae Sariang der Provinz Mae Hong Son, der Kayah-Staat von Myanmar, Amphoe Khun Yuam wiederum in Mae Hong Son Province und Amphoe Mae Chaem in der Provinz Chiang Mai.
Wichtige Flüsse des Landkreises sind der Maenam Yuam (Yuam-Fluss), der Maenam Mae La Luang (Mae-La-Luang-Fluss) und der Maenam Mae La Noi (Mae-La-Noi-Fluss).

## Geschichte
Mae La Noi wurde am 10. Februar 1967 zunächst als „Zweigkreis“ (King Amphoe) eingerichtet, der seinerzeit aus den beiden Tambon Mae La Noi und Mae La Luang bestand. 
Es wurde der Verantwortung vom Amphoe Mae Sariang unterstellt, von dem der Tambon Mae La Noi abgetrennt worden war. Mae La Luang gehörte ursprünglich zum Amphoe Khun Yuam. 
Mae La Noi wurde am 21. August 1975 zum Amphoe heraufgestuft.

## Verwaltung

### Provinzverwaltung
Der Landkreis Mae La Noi ist in acht Tambon („Unterbezirke“ oder „Gemeinden“) eingeteilt, die sich weiter in 69 Muban („Dörfer“) unterteilen.
| Nr. | Name            | Thai      | Muban | Einw. |
| --- | --------------- | --------- | ----- | ----- |
| 01. | Mae La Noi      | แม่ลาน้อย   | 15    | 9.405 |
| 02. | Mae La Luang    | แม่ลาหลวง  | 09    | 5.210 |
| 03. | Tha Pha Pum     | ท่าผาปุ้ม    | 08    | 3.849 |
| 04. | Mae Tho         | แม่โถ      | 08    | 3.587 |
| 05. | Huai Hom        | ห้วยห้อม    | 09    | 4.441 |
| 06. | Mae Na Chang    | แม่นาจาง   | 07    | 3.293 |
| 07. | Santi Khiri     | สันติคีรี     | 08    | 2.675 |
| 08. | Khun Mae La Noi | ขุนแม่ลาน้อย | 05    | 2.883 |

### Lokalverwaltung
Es gibt eine Kommune mit „Kleinstadt“-Status (Thesaban Tambon) im Landkreis:
- Mae La Noi (Thai: เทศบาลตำบลแม่ลาน้อย) bestehend aus Teilen des Tambon Mae La Noi.

Außerdem gibt es acht „Tambon-Verwaltungsorganisationen“ (องค์การบริหารส่วนตำบล – Tambon Administrative Organizations, TAO)
- Mae La Noi (Thai: องค์การบริหารส่วนตำบลแม่ลาน้อย) bestehend aus Teilen des Tambon Mae La Noi.
- Mae La Luang (Thai: องค์การบริหารส่วนตำบลแม่ลาหลวง) bestehend aus dem kompletten Tambon Mae La Luang.
- Tha Pha Pum (Thai: องค์การบริหารส่วนตำบลท่าผาปุ้ม) bestehend aus dem kompletten Tambon Tha Pha Pum.
- Mae Tho (Thai: องค์การบริหารส่วนตำบลแม่โถ) bestehend aus dem kompletten Tambon Mae Tho.
- Huai Hom (Thai: องค์การบริหารส่วนตำบลห้วยห้อม) bestehend aus dem kompletten Tambon Huai Hom.
- Mae Na Chang (Thai: องค์การบริหารส่วนตำบลแม่นาจาง) bestehend aus dem kompletten Tambon Mae Na Chang.
- Santi Khiri (Thai: องค์การบริหารส่วนตำบลสันติคีรี) bestehend aus dem kompletten Tambon Santi Khiri.
- Khun Mae La Noi (Thai: องค์การบริหารส่วนตำบลขุนแม่ลาน้อย) bestehend aus dem kompletten Tambon Khun Mae La Noi.